# Venus Italica
Venus Italica je marmorna skulptura, ki jo je naročil Napoléon Bonaparte in oblikoval italijanski kipar Antonio Canova. Canova je prvotno delo dokončal leta 1802 in modeliral dve nadaljnji različici, ki ju je dokončal leta 1819. Delo naj bi služilo kot zamenjava za skulpturo Medičejske Venere, kopijo antičnega dela Kleomena iz Aten, ki je bila zasežena, odpeljana v Francijo in postavljena v Louvre leta 1802 po naročilu Bonaparteja. Po Napoleonovi abdikaciji je bila Medičejska Venera vrnjena v Italijo 27. decembra 1815 in je od takrat na ogled v Venerini sobi v Galleria Palatina v Palazzo Pitti v Firencah.

## Zgodovina
Zgodaj v 19. stoletju je predsednik Accademia di Belle Arti di Firenze (Firenške akademije lepih umetnosti), grof Giovanni degli Alessandri, spodbudil iznajdljivega neoklasicističnega kiparja Antonia Canovo, da je ustvaril kopijo Medičejske Venere. Canova se je strinjal in se lotil dela na Venus Italica, ki velja za eno njegovih mojstrovin tako v umetniški zasnovi kot v izdelavi.
Po mnenju umetnostnega kritika Edwarda Lucie-Smitha je umetniški izraz spolne ranljivosti prenesen bolje kot na originalni Medičejski Veneri. Večina gledalcev je opazila Canovino vrhunsko izdelavo na marmornatih površinah in teksturah. Njegovo edinstveno tehniko in sposobnost doseganja iluzije človeškega mesa so poimenovali neposredni dotik. Canova bi sčasoma začel prikazovati svoja studijska dela v soju sveč. Navdušen nad učinki svetlobe in sence sveč na prosojno marmorno površino, je Canova kmalu začel dodatno blažiti prehode med različnimi deli kipa in jih drgniti s posebnimi orodji in plovcem, včasih več tednov ali mesecev. Na koncu je na meso skulpture nanesel neznano spojino patine, da bi posvetlil ton kože. Ta postopek se imenuje zadnji dotik.